# علم و فناوری در اسرائیل

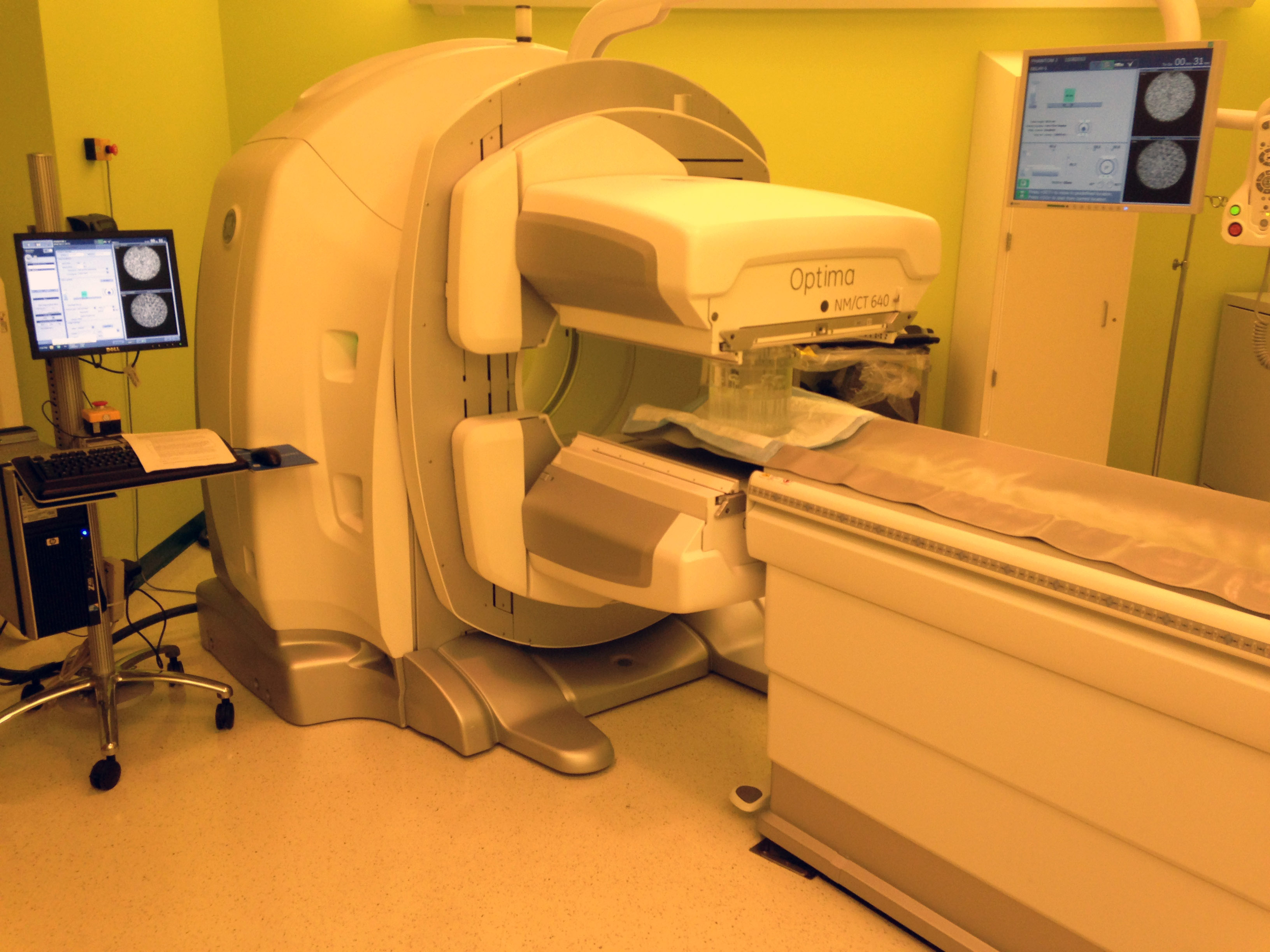
سیستم اسپکت-سی‌تی مدل Optima 640 متعلق به شرکت جنرال الکتریک آمریکا ساخت کشور اسراییل است

اسرائیل دارای درصد تعداد افراد شرکت‌کنندهٔ بالایی در تحقیقات علمی در جهان است. از هر ۱۰۰۰ اسرائیلی شاغل ۱۳۵ نفر مهندس هستند که دو برابر درصد مهندسان در ایالات متحده آمریکا است. صنایع فناوری پیشرفته اسراییل بیش از ۴۲ درصد صادرات این کشور را تشکیل می‌دهند.
علم و فناوری در اسرائیل یکی از پرتوسازترین بخش‌های کشور است. اسرائیل در سال ۲۰۱۵، ۴.۳٪ از تولید ناخالص داخلی خود را به تحقیقات و توسعه مدنی اختصاص داد، که بالاترین نسبت در جهان بود. در سال ۲۰۱۹، اسرائیل به عنوان پنجمین کشور نوآور دنیا بر اساس شاخص نوآوری بلومبرگ رتبه‌بندی شد.اسرائیل در رتبه سیزدهم جهان برای تولید علمی قرار دارد که بر اساس تعداد مقالات علمی برای هر میلیون شهروند اندازه‌گیری می‌شود.در سال ۲۰۱۴، سهم اسرائیل از مقالات علمی منتشر شده در سراسر جهان (۰.۹٪) نه برابر سهم جمعیت جهانی آن بود (۰.۱٪).
اسرائیل دارای نسبت ۱۴۰ دانشمند و تکنسین برای هر ۱۰,۰۰۰ کارمند است، که یکی از بالاترین نسبت‌ها در جهان است. به عنوان مقایسه، در ایالات متحده این نسبت ۸۵ و در ژاپن ۸۳ برای هر ۱۰,۰۰۰ کارمند است.در سال ۲۰۱۲، اسرائیل دارای ۸,۳۳۷ محقق معادل تمام وقت برای هر میلیون نفر از جمعیت بود.این مقایسه با ۳,۹۸۴ در ایالات متحده، ۶,۵۳۳ در کره جنوبی و ۵,۱۹۵ در ژاپن است. صنعت فناوری پیشرفته اسرائیل از همه‌چیز بر اساس نیروی کار متخصص و فناورانه آموزش دیده کشور و همچنین حضور قوی شرکت‌های بین‌المللی فناوری بالا و مراکز پژوهش پیچیده بهره مند شده است.
اسرائیل میزبان شرکت‌های بزرگی در صنعت فناوری پیشرفته است و جمعیتی که از لحاظ فناورانه آموزش‌دیده‌ترین جمعیت جهان است. در سال ۱۹۹۸، تل‌آویو به عنوان یکی از ده شهر برجسته فناورانه تاثیرگذار در جهان توسط مجله نیوزویک نام‌گذاری شد. از سال ۲۰۰۰، اسرائیل عضو یورکا، سازمان تامین مالی و هماهنگی تحقیق و توسعه پان‌اروپایی، بوده و در سال‌های ۲۰۱۰-۲۰۱۱ ریاست موقت این سازمان را بر عهده داشته است. در سال ۲۰۱۰، روزنامه‌نگار آمریکایی دیوید کافمن نوشت که منطقه فناوری یوکنیام در اسرائیل، "بزرگترین تجمع شرکت‌های فناوری زیبایی در جهان" را دارد. مدیرعامل گوگل، اریک شمیت، در یک بازدید از اسرائیل، کشور را ستایش کرد و گفت: "اسرائیل دومین مهم‌ترین مرکز فناوری پیشرفته جهان پس از ایالات متحده است."  در سال ۲۰۲۳، اسرائیل در رتبه چهاردهم از لحاظ نوآوری جهانی قرار گرفته است، که نسبت به رتبه دهم در سال ۲۰۱۹ کاهش یافته است. منطقه تل‌آویو در رتبه چهارمین اکوسیستم فناوری جهان قرار گرفته است.
بسیاری از فناوریهای پیشرفته جهان در اسرائیل منشأ و سرآغاز داشته‌اند از جمله ریزپردازنده Core 2 Duo متعلق به شرکت اینتل، فناوری فایل‌های Zip، و صنایع کشاورزی و فضایی. اسرائیل موفقیت خود در فناوری پیشرفته را مدیون نیروی کار با دانش بالای فنی و بودجه تحقیق و توسعه کلانیست که هر ساله این کشور را در صدر کشورهای برتر جهان قرار داده‌است. رتبه علمی اسرائیل در منطقه رتبه ششم و رتبه آن در جهان سی و چهارم است.

## اختراعات و کشفیات توسط دانشمندان و پژوهشگران اسرائیلی

### ریاضیات
- لمۀ جانسون–لندنبراوس، یک نتیجه ریاضی است که به گنجاندن نقاط از فضای با ابعاد بالا به فضای اقلیدسی با ابعاد پایین با کمترین تحریف مربوط می‌شود و توسط یورام لندنبراوس ارائه شده است.
- توسعه اندازه‌گیری سختی توسط الون لندنبراوس در نظریه ارگودیک و کاربردهای آن در نظریه اعداد.[۲۲]
- اثبات قضیه سزمردی با استفاده از نظریه ارگودیک، توسط ریاضیدان هلیل فورستنبِرگ.
- گسترش نظریه مجموعه‌های اکسیوماتیک و نظریه مجموعه‌های ZF توسط آبراهام فرانکل.
- توسعه حوزه اشکال اتومورفیک و توابع L توسط ایلیا پیاتتسکی-شاپیرو.[۲۳]
- توسعه لمۀ سائر–شلح و اعداد کاردینال شلح.
- توسعه اولین اثبات حدس ماتریس با امضای متناوب.
- توسعه محصول زیگ‌زاگ گراف‌ها، روشی برای ترکیب گراف‌های کوچکتر به منظور تولید گراف‌های بزرگ‌تر که در ساخت گراف‌های گسترش‌دهنده توسط آوی ویگدسر استفاده می‌شود.
- توسعه چندجمله‌ای برنشتاین–ساتو و اثبات حدس‌های کژدان–لوستیک توسط جوزف برنشتاین.
- تعمیم قضیه ازدواج در ریاضیات با به دست آوردن شرایط ترانسفینیتی صحیح برای گراف‌های دوپاره بی‌نهایت. او به طور متعاقب نسخه‌های مناسب قضیه کونیگ و قضیه منگر را برای گراف‌های بی‌نهایت اثبات کرد، توسط رون آهرونی.
- توسعه قضیه عمی‌تور–لویتزکی توسط شیمشون عمی‌تور.
- نرخ کشف نادرست، یک روش آماری برای تنظیم خطاهای نوع اول.[۲۴]

### شیمی
- کشف کواکریستال‌ها توسط دان شختمن از مؤسسه فناوری اسرائیل (تخنیون).[۲۵] این کشف باعث شد که او جایزه نوبل شیمی ۲۰۱۱ را دریافت کند.[۲۶]
- کشف نقش پروتئین یوبیکوئیتین توسط آوَرَم هرشکو و آرون چیخانور از مؤسسه تکنین (به همراه زیست‌شناس آمریکایی اروین روز). این کشف باعث شد که آنها جایزه نوبل شیمی ۲۰۰۴ را دریافت کنند.[۲۷]
- افزایش درک از چگونگی ساخت پروتئین‌ها - آدا یونات از اسرائیل به همراه وینکتارامان راماکریشنا از هند و توماس آ. استیتز از ایالات متحده جایزه نوبل شیمی ۲۰۰۹ را برای افزایش درک از ساختار و عملکرد ریبوزوم‌ها به اشتراک گذاشتند.[۲۸]
- توسعه مدل‌های چندمقیاسی برای سیستم‌های شیمیایی پیچیده توسط آریه وارشل و مایکل لوویت از مؤسسه ویزمن (که در حال حاضر در دانشگاه کالیفرنیا جنوبی و دانشگاه استنفورد مشغول به کار هستند، به ترتیب) به همراه شیمیدان آمریکایی زاده اتریش، مارتین کارپلاس. این کشف باعث شد که آنها جایزه نوبل شیمی ۲۰۱۳ را دریافت کنند.[۲۹]

### فیزیک
- کشف اثر آهرونوف–بوم توسط یکیر آهرونوف و دیوید بوم.[۳۰]
- جکوب بکنشتین اولین کسی بود که پیشنهاد کرد سیاه‌چاله‌ها نیز دارای آنتروپی هستند، در حالی که در دانشگاه عبری اورشلیم مشغول به کار بود.[۳۱]

### اپتیک
- پیل‌کم(دوربین قرصی)  توسط شرکت گویون ایمیجینگ، [۳۲]اولین راه‌حل کپسول‌ اندوسکپی برای ضبط تصاویر از دستگاه گوارش. این کپسول به اندازه و شکل یک قرص است و شامل یک دوربین کوچک می‌باشد. این تکنولوژی توسط مهندس اسرائیلی گاوریل ایدان [۳۳]ایجاد شد که شرکت را به سازنده دستگاه‌های پزشکی ایرلندی کوویدین به قیمت ۸۶۰ میلیون دلار فروخت. [۳۴]ایدان به خاطر فروش این شرکت ابراز پشیمانی کرده [۳۵]و گفته است که شرکت، پیشگویی باستانی یهودی را محقق کرد: "پیل‌کم بر اساس فناوری نظامی بود... این یک نمونه خوب از نحوه تبدیل شمشیرها به گاواهن برای خشت بود که پیامبران یهودی پیش‌بینی کرده بودند." کوویدین در سال ۲۰۱۶ توسط مدترونیک خریداری شد و اکنون ارائه‌دهنده پیل‌کم است.
- لنز عینک منشوری با قدرت یکنواخت و بی‌خط برای اصلاح آنیسمتروپی. ثبت اختراع شماره ۱۵۳۹۳۸۱ انگلستان به نام سیدنی ج. بوش.

### پزشکی
- باند فشار - که به طور گسترده به عنوان باند اسرائیلی شناخته می‌شود، دستگاهی طراحی شده به‌ویژه برای کمک‌های اولیه است که برای توقف خونریزی از زخم‌های هموراژیک ناشی از آسیب‌های تروماتیک در شرایط اورژانس پیش‌مستشفی استفاده می‌شود.[۳۶] این باند برای اولین بار در عملیات صلح‌بانان ناتو در بوسنی و هرزگوین برای نجات جان‌ها استفاده شد، [۳۷]توسط مخترع، پزشک نظامی اسرائیلی، برنارد بار-ناتان. [۳۸]این باند با موفقیت در عملیات‌های آزادی پایدار و آزادی عراق استفاده شد و امروز به‌طور گسترده‌ای در سراسر جهان استفاده می‌شود.[۳۹] باند به‌طور غیررسمی توسط سربازان آمریکایی "باند اسرائیلی" نامیده شد و به‌عنوان "باند انتخابی برای ارتش ایالات متحده و نیروهای ویژه" شناخته شده است. پیش از اختراع باند اورژانس اسرائیلی در سال ۱۹۹۸، به سربازان زخمی گفته می‌شد که سنگی پیدا کنند و آن را روی زخم‌های خونریزی‌دار بگذارند تا فشار مستقیم را اعمال کنند. بار-ناتان شرکت خود را به PerSys Medical Inc در هوستون، تگزاس فروخت، شرکتی که اولین بار این باند را به ارتش ایالات متحده معرفی کرد.[۴۰]
- حرکات اشکول-واخمن – سیستمی برای ثبت حرکت روی کاغذ که در بسیاری از زمینه‌ها از جمله رقص، فیزیوتراپی، رفتار حیوانات و تشخیص زودهنگام اوتیسم مورد استفاده قرار گرفته است.[۴۱]
- توسعه داروی ایمنومدولاتور کوپاکسون برای درمان ام اس. این دارو در مؤسسه ویزمن در اسرائیل توسط مایکل سلا، روت آرنون و دبوراه تایتلباوم توسعه داده شد.[۴۲][۴۳]
- توسعه تالیکلاسرز آلفا (اللیسوت)، آنزیم گلوکوسربروزیداماز نوترکیب تولید شده از کشت‌های سلولی هویج ترانسژنیک. تالیکلاسرز آلفا در مه ۲۰۱۲ تأییدیه سازمان غذا و داروی ایالات متحده را به‌عنوان داروی یتیم برای درمان بیماری گوشه نوع ۱ دریافت کرد.[۴۴]
- سامبکول، شربت ضد آنفلوآنزا بر پایه تمشک کوهی که بدون نسخه قابل تهیه است. [۴۵]این دارو توسط دکتر مادلن مامجوغلو در دانشگاه عبری اورشلیم کشف شد. مطالعات در سال ۱۹۹۵ نشان داد که سامبکول در برابر سویه‌های آنفلوآنزای انسانی، خوکی و پرندگان مؤثر است، هرچند تحقیقات بیشتری برای درک واضح از اثربخشی آن لازم است.[۴۶][۴۷]
- توسعه ENvue، سیستمی برای قرار دادن لوله تغذیه با روش‌های پیشرفته ناوبری، حسگرهای یکپارچه و نقشه‌برداری بدن برای قرار دادن دقیق لوله‌های انترا، توسط شرکت اسرائیلی ENvizion Medical، که در بیمارستان‌ها و مراکز پزشکی ایالات متحده استفاده می‌شود.[۴۸]

### بیوتکنولوژی
- کوچک‌ترین سیستم ماشین محاسباتی DNA در جهان – که به گفته کتاب گینس رکوردها، "کوچک‌ترین دستگاه محاسبات بیولوژیکی" ساخته شده است و از آنزیم‌ها و مولکول‌های DNA تشکیل شده که قادر به انجام محاسبات ریاضی ساده هستند و مولکول DNA ورودی را به‌عنوان تنها منبع انرژی خود استفاده می‌کند. این سیستم در سال ۲۰۰۳ در مؤسسه ویزمن به‌وسیله پروفسور اهود شاپیرو و تیمش توسعه داده شد.[۴۹][۵۰]

### سخت افزار رایانه
- اینتل ۸۰۸۸ – این میکروپردازنده که در آزمایشگاه حيفا اینتل طراحی شد، اولین رایانه شخصی که توسط آی‌بی‌ام ساخته شد را تغذیه کرد و به شروع انقلاب رایانه‌های شخصی اعتبار داده می‌شود. [۵۱][۵۲][۵۳]۸۰۸۸ در اسرائیل و در آزمایشگاه حيفا اینتل طراحی شد. استفاده گسترده از رایانه شخصی آی‌بی‌ام، که از پردازنده ۸۰۸۸ استفاده می‌کند، استفاده از معماری x86 را به‌عنوان یک استاندارد de facto برای دهه‌ها تثبیت کرد. IEEE نوشت که "تقریباً تمام رایانه‌های شخصی جهان بر اساس پردازنده‌هایی ساخته شده‌اند که می‌توانند ۸۰۸۸ را به‌عنوان پیش‌گام خود معرفی کنند.[۵۴]" اینتل به پردازنده ۸۰۸۸ اعتبار داده است که شرکت را به فهرست Fortune 500 وارد کرد.[۵۴]
- پروتکل صدا بر بستر اینترنت (VoIP) - فناوری برای ارتباطات صوتی که از اینترنت به جای سیستم‌های تلفنی سنتی استفاده می‌کند. VoIP ابتدا توسط دنی کوهن، یک دانشمند اسرائیلی-آمریکایی، تصور شد، اما اولین بار توسط شرکت اسرائیلی VocalTec مستقر در نتانیا و بنیان‌گذار آن، آلون کوهن، ساخته، پیاده‌سازی و تجاری‌سازی شد.[۵۵][۵۶][۵۷]
- توسعه و تولید پردازنده‌ها و چیپ‌ست‌ها برای شرکت‌های زیادی از جمله گوگل، اپل، مایکروسافت، HP، آمازون، IBM، براودکام، ARM، STMicroelectronics، سامسونگ، سونی و کوالکام، که برخی از آن‌ها به مدت دهه‌ها مراکز تحقیق و توسعه بزرگی در اسرائیل داشته‌اند و اغلب فناوری‌های کلیدی را در مراکز R&D اسرائیلی خود توسعه داده‌اند.[۵۸][۵۹][۶۰]

### صنایع دفاع
- گنبد آهنین – یک سیستم دفاع هوایی متحرک در حال توسعه توسط سیستم‌های دفاع پیشرفته رافائل و صنایع هواپیمایی اسرائیل که برای رهگیری راکت‌های کوتاه‌برد و گلوله‌های توپخانه‌ای طراحی شده است. در تاریخ ۷ آوریل ۲۰۱۱، این سیستم موفق شد راکت گراد شلیک شده از غزه را رهگیری کند، که برای اولین بار در تاریخ بود که یک راکت کوتاه‌برد رهگیری شد. [۶۱]گنبد آهنین در نزاع اسرائیل-غزه در سال ۲۰۱۲ به طور کامل‌تری استفاده شد و نرخ کارایی بسیار بالایی (۹۵٪–۹۹٪) در رهگیری پروژه‌های دشمن نشان داد. ایالات متحده به عنوان شریک اساسی در توسعه گنبد آهنین با ارائه میلیاردها دلار برای توسعه آن نقش داشته است.[۶۲]

## تاریخچه
انگیزه زندگانی یهودیان  در سرزمین اجدادی قبل از تشکیل و استقلال اسرائیل هم از روی ایدئولوژی و هم به دلیل فرار از ستم‌شناسی بود مه صدها قرن متحمل شدند. بازگشت به سرزمین اجدادی، جنبه مهمی از مهاجرت یهودیان بود و برای بسیاری به عنوان بازگشت به خاک وطن در نظر گرفته می‌شد. برای ایجاد روستاهای روستایی که هستی‌شناسی صهیونیستی را تشکیل می‌دهند و تولید کشاورزان یهودی خودکفا، آزمایش‌های کشاورزی انجام شد.پایه‌های تحقیقات کشاورزی در اسرائیل توسط معلمان و فارغ‌التحصیلان مدرسه میکوه یسرائیل، اولین مدرسه کشاورزی کشور که توسط اتحادیه اسرائیلیان یهودی در سال ۱۸۷۰ تأسیس شده بود، گذاشته شد.در یک سفر میدانی به کوه هرمون در سال ۱۹۰۶، کشاورز آرون آرونسون گندم امر به جویند و یا گندم آمر نامیده شده، او را کشف کرد که باور می‌شد "مادر همه گندم‌ها" است.[در سال ۱۹۰۹، او یک ایستگاه تحقیقات کشاورزی در اطلیت تأسیس کرد که در آن جا یک کتابخانه گسترده راه‌اندازی کرد و نمونه‌های جغرافیایی و گیاه‌شناسی جمع‌آوری کرد.ایستگاه کشاورزی، که در سال ۱۹۲۱ در رهووت تأسیس شد، در تحقیقات خاک و سایر جنبه‌های کشاورزی در شرایط آب و هوایی سخت کشور مشغول به کار شد.[۲۱] این ایستگاه که به سازمان تحقیقات کشاورزی (ARO) تبدیل شد، اکنون اصلی‌ترین مؤسسه تحقیقات و توسعه کشاورزی اسرائیل است.
در سال ۱۹۱۲، سنگ بنای نخستین دانشگاه تخنیون - موسسه فناوری اسرائیل در مراسم جشنی در حیفا، که آن زمان تحت اشغال امپراتوری عثمانی بود، گذاشته شد. تخنیون بعداً به یکی از دانشگاه‌های منحصر به فرد جهان تبدیل شد که ادعا می‌کند پیشتاز و موسس یک ملت بوده است. زیرا یهودیان اغلب از تحصیلات فنی در اروپا محروم بودند، تخنیون ادعا می‌کند که مهارت‌های لازم برای ساختن یک دولت مدرن را به همراه آورده است.
قبل از جنگ جهانی اول، "ایستگاه بهداشت عبری" درپایتخت در اورشلیم تأسیس شد که توسط ناتان استراوس بنیان‌گذاری شده بود و در تحقیقات پزشکی و بهداشت عمومی فعالیت می‌کرد، از جمله بخش‌های بهداشت عمومی، بیماری‌های چشمی و میکروب شناسی. این ایستگاه واکسن‌های مبارزه با تیفوس و وبا تولید می‌کرد و روش‌های کنترل آفات را برای از بین بردن موش‌های مزرعه توسعه داد. مؤسسه پاستور مرتبط با این ایستگاه واکسن دی‌جی را توسعه داد. بخش‌های میکروبیولوژی، بیوشیمی، باکتری شناسی و بهداشت در دانشگاه عبری اورشلیم، که در سال ۱۹۲۵ در کوه اسکوپوس تأسیس شد، افتتاح شدند. در سال ۱۹۳۶، کارگران یهودی در مرکز کشور دو روز حقوق خود را به ایجاد "بیمارستان یهودا و شارون" اهدا کردند که بعدها به نام بیمارستان بیلینسون تغییر نام یافت. در سال ۱۹۳۸، بیلینسون اولین بانک خون کشور را تأسیس کرد. بیمارستان دانشگاهی روتشایلد-هداسا در کوه اسکوپوس در سال ۱۹۳۹ افتتاح شد و اولین بیمارستان آموزشی و مرکز پزشکی کشور بود. پس از تغییر نام به مرکز پزشکی هداسا، به رهبری در تحقیقات پزشکی دست یافت.
تحقیقات صنعتی در مؤسسه فناوری اسرائیل، تخنیون، آغاز شد و همچنین در مرکز تحقیقاتی دانیل زیف (بعداً موسسه علوم ویتزمن)، که در سال ۱۹۳۴ در رحووت تأسیس شد، آغاز شد. آزمایشگاه‌های دریای مرده در دهه ۱۹۳۰ به راه‌اندازی رسیدند. اولین کامپیوتر الکترونیکی مدرن اسرائیل و خاورمیانه، و یکی از اولین کامپیوترهای الکترونیکی با معماری برنامه‌ذخیره‌ای بزرگ مقیاس در جهان به نام WEIZAC، در دوره ۱۹۵۴-۱۹۵۵ در موسسه ویتزمن بر اساس معماری موسسه مطالعات پیشرفته (IAS) توسعه یافته توسط جان فون نویمن ساخته شد.[۲۷] WEIZAC به عنوان یک نماد در تاریخ مهندسی برق و کامپیوتر توسط IEEE شناخته شده است. IBM اسرائیل، در تاریخ ۸ ژوئن ۱۹۵۰ ثبت شد و اولین شرکت فناوری پیشرفته کشور بود. این شرکت، که در خیابان آلنبی در تل‌آویو واقع شده بود، ماشین‌های کارت‌های پانچ، ماشین‌های مرتب‌کننده و تابلوراتورها را تجمیع و تعمیر می‌کرد. در سال ۱۹۵۶، کارخانه محلی برای تولید کارت‌های پانچ تأسیس شد و یک سال بعد، اولین مرکز خدمات با پردازش داده‌های کامپیوتری باز شد.
تحقیقات علمی و فناورانه در اسرائیل با تعیین یک دبیر علمی برای وزارت صنعت و تجارت به توصیه یک کمیته به ریاست افرایم کاتزیر، بعداً رئیس جمهور اسرائیل، تقویت شد. دولت اسرائیل گرانت‌هایی ارائه می‌داد که ۵۰ تا ۸۰ درصد از هزینه‌های آغازین شرکت‌های نوپای برجسته را پوشش می‌داد، بدون شرایط خاص، بدون سهامداری و بدون مشارکت در مدیریت. در اوایل دهه ۱۹۸۰، شرکت کنترل دیتا، شریک در صنایع الرون الکترونیک، اولین شرکت سرمایه گذاری مشترک (ونچر کپیتال) کشور را تأسیس کرد.

### پدید امدن صنایع پیشرفته اسرائیل
صنایع فناوری پیشرفته اسرائیل نتیجه‌ای از توسعه سریع علوم کامپیوتر و فناوری در دهه ۱۹۸۰ در مناطقی همچون ولی نادرسلی و در مراکز تحقیقات در ایالت ماساچوست در آمریکا هستند که به آغاز دوران فناوری بالا کمک کردند. تا آن زمان، اقتصاد اسرائیل عمدتاً بر اساس کشاورزی، معدن و بخش‌های ثانویه از جمله تراش الماس و تولید مواد نساجی، کودها و پلاستیک بوده است.
عامل اساسی که به صنایع فناوری بالا مبتنی بر فناوری اطلاعات و ارتباطات در اسرائیل امکان‌پذیر شد و پرورش یافت، سرمایه‌گذاری صنایع دفاعی و هوافضایی بود که فناوری‌ها و دانش فنی جدیدی را ایجاد کرد. اسرائیل در سال ۱۹۸۸، ۱۷.۱٪ از تولید ناخالص داخلی خود را به هزینه‌های نظامی اختصاص داد. با اینکه این درصد تا سال ۲۰۱۶ به ۵.۸٪ از تولید ناخالص داخلی کاهش یافته بود، هنوز هم هزینه‌های نظامی اسرائیل در بین بالاترین مقادیر جهانی قرار دارد. به عنوان مقایسه، ایالات متحده در سال ۱۹۸۸، ۵.۷٪ از تولید ناخالص داخلی خود را به هزینه‌های نظامی اختصاص داده بود و این درصد در سال ۲۰۱۶ به ۳.۳٪ کاهش یافته بود. این سرمایه‌گذاری سنگین در صنایع دفاعی و هوافضایی، پایه‌گذار صنایع فناوری بالای اسرائیل در زمینه دستگاه‌های پزشکی، الکترونیک، ارتباطات، نرم‌افزار و سخت‌افزار کامپیوتری شد.
در دهه ۱۹۹۰، مهاجرت جمعی یهودیان از شوروی تقویت‌کننده این پدیده بود و در یک شبه تعداد مهندسان و دانشمندان در اسرائیل را دو برابر کرد. بین سال‌های ۱۹۸۹ تا ۲۰۰۶، حدود ۹۷۹,۰۰۰ یهودی از شوروی همراه با خویشاوندانشان به اسرائیل مهاجرت کردند، در حالی که جمعیت اسرائیل در سال ۱۹۸۹ فقط ۴.۵ میلیون نفر بود.

### صنایع پیشرفته اسرائیل در حال حاضر
در حال حاضر، بخش کسب و کار اسرائیل پربارترین بخش پژوهشی جهان است. در سال ۲۰۱۸، ۴.۹۵٪ از تولید ناخالص داخلی (GDP) این کشور به تحقیقات و فناوری اختصاص یافت . همچنین، بخش فناوری اطلاعات و ارتباطات اسرائیل نقش بسیار مهمی در اقتصاد این کشور ایفا می‌کند، که در سال ۲۰۲۱ حدود ۱۲٪ از تولیدات اقتصادی و ۱۰٪ از نیروی کار ملی را شامل می‌شود.
کمک‌های مالی رقابتی و تحریکات مالیاتی دو ابزار اصلی سیاست‌های عمومی در حمایت از تحقیقات و توسعه کسب و کار هستند. با توجه به تحریکات بخش خصوصی بسیار سخاوتمند دولت و وجود سرمایه انسانی با مهارت بالا، اسرائیل به مکانی جذاب برای مراکز تحقیق و توسعه شرکت‌های چندملیتی پیشرو در سراسر جهان تبدیل شده است. اکوسیستم نوآوری ملی کشور بر اساس هم‌آمیختگی شرکت‌های چندملیتی خارجی و سرمایه‌گذاران بزرگ در تحقیق و توسعه، همچنین استارتاپ‌ها استوار است.
تا سال ۲۰۱۹، حدود ۵۳۰ مرکز تحقیقات خارجی در حال فعالیت در اسرائیل بودند. بسیاری از این مراکز متعلق به شرکت‌های چندملیتی بزرگ هستند که شرکت‌ها و فناوری‌های اسرائیلی را به دست آورده، و آن‌ها را از طریق ادغام و استحواذ به تسهیلات تحقیقاتی محلی خود تبدیل کرده‌اند. فعالیت برخی از مراکز تحقیقاتی حتی بیش از سه دهه است که شامل اینتل، اپلاید متریالز، موتورولا و آی‌بی‌ام می‌شود.
در اواخر دهه ۲۰۱۰، اسرائیل شاهد افزایش شدید در تعداد استارتاپ‌های فناوری بالا که وضعیت یونیکورن (دوره تأمین مالی با ارزشی بیش از ۱ میلیارد دلار) را به دست آوردند: در سال ۲۰۱۶، اسرائیل ده استارتاپ چنینی داشت . تا سال ۲۰۱۹، این تعداد به ۱۹ تن افزایش یافت . تا پایان سال ۲۰۲۱، ۷۴ یونیکورن فناوری از بخش فناوری اسرائیل ظاهر شده بودند - ۳۳ تای آنها فقط در سال ۲۰۲۱ . رشد تعداد استارتاپ‌های یونیکورن در اسرائیل، همراه با رشد استارتاپ‌های فناوری که به شرکت‌های عمومی تبدیل می‌شوند به جای خریداری شدن در دوره‌های زندگی اولیه خود، منجر به این شده است که اسرائیل از "ملت استارتاپ" به "ملت مقیاس" (Scale-up Nation) تبدیل شود .

## برندگان جوایز نوبل علوم و فناوری اسراییل

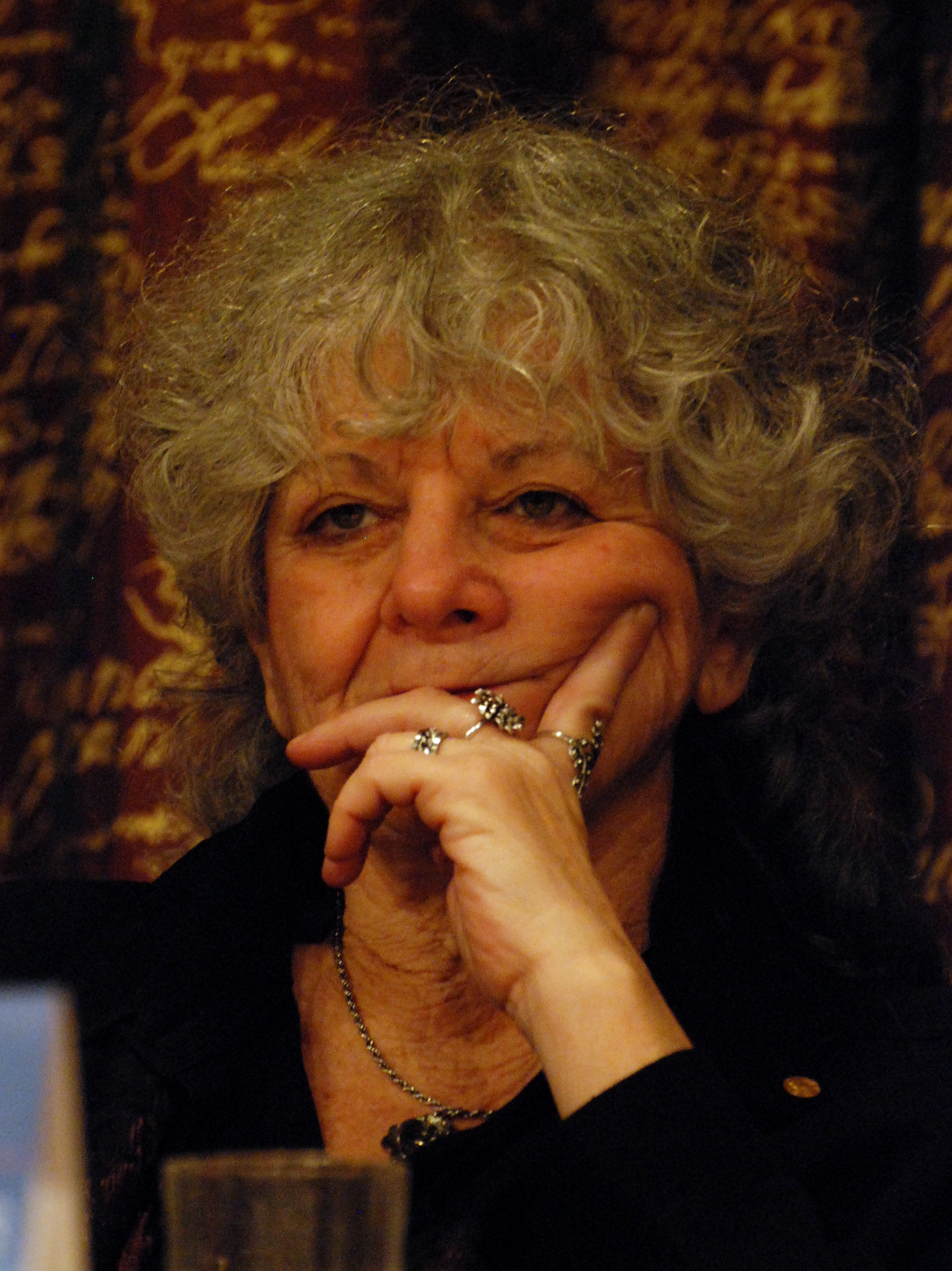
عادا یونات: نوبل شیمی ۲۰۰۹
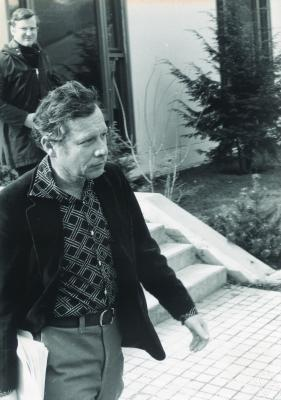
روبرت اومان: نوبل اقتصاد ۲۰۰۵
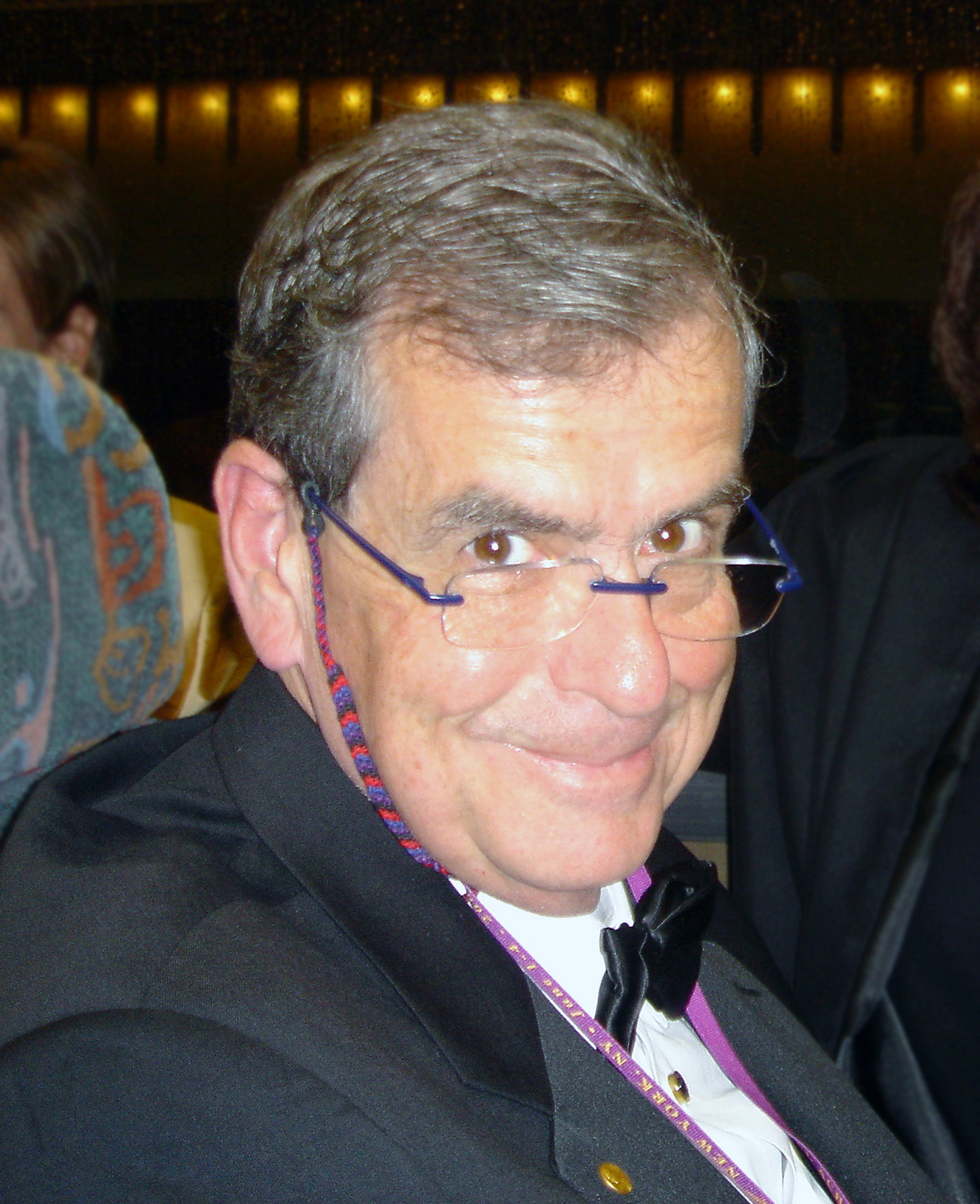
هارون تسیخانوور: نوبل شیمی ۲۰۰۴
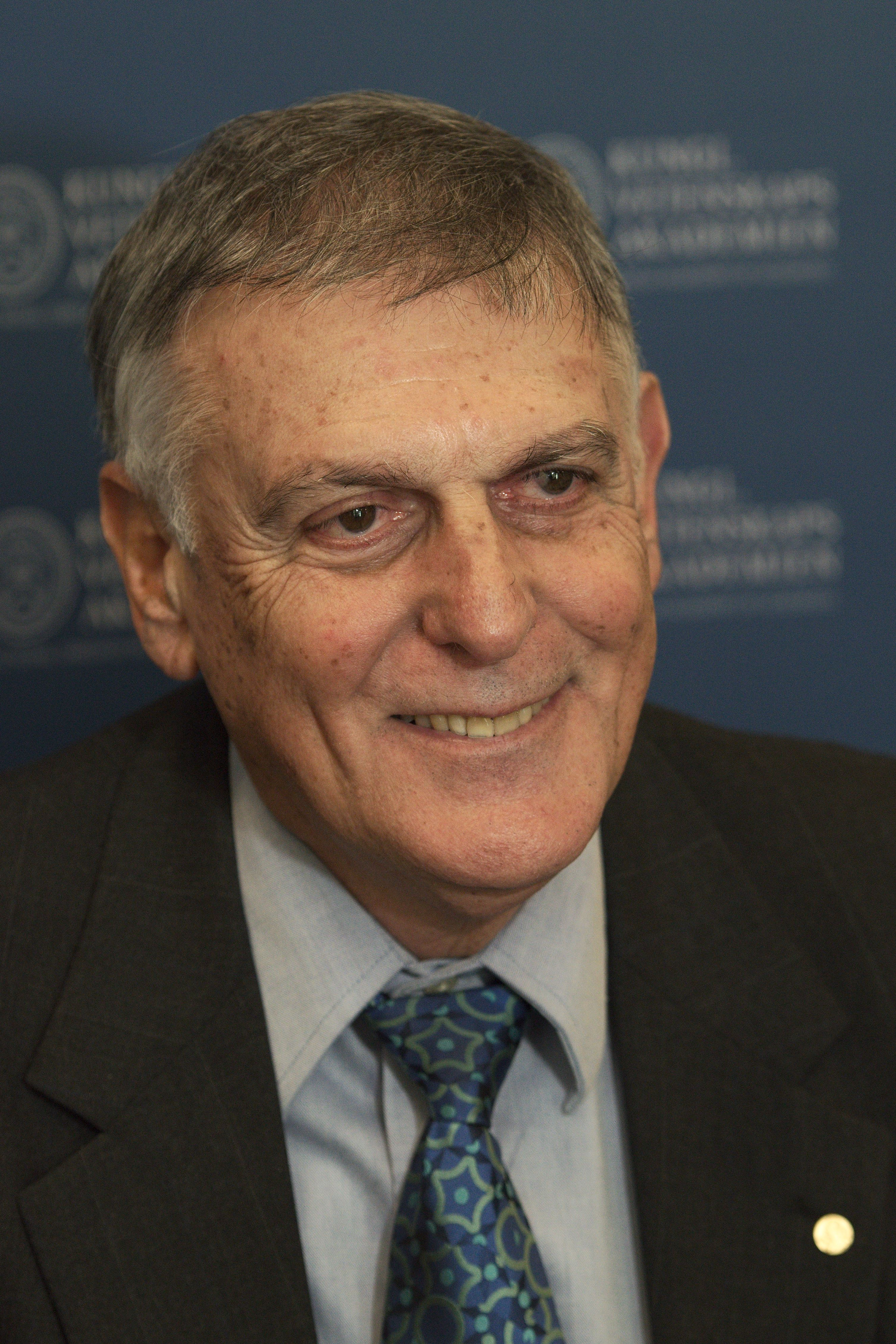
دن شختمن: نوبل شیمی ۲۰۱۱
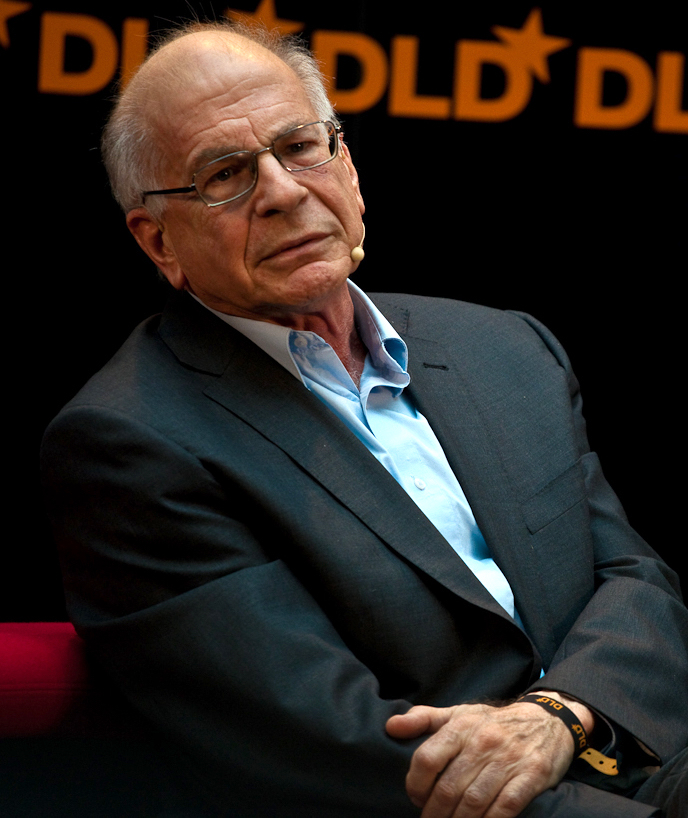
دانیل کاهنمن: نوبل اقتصاد ۲۰۰۲
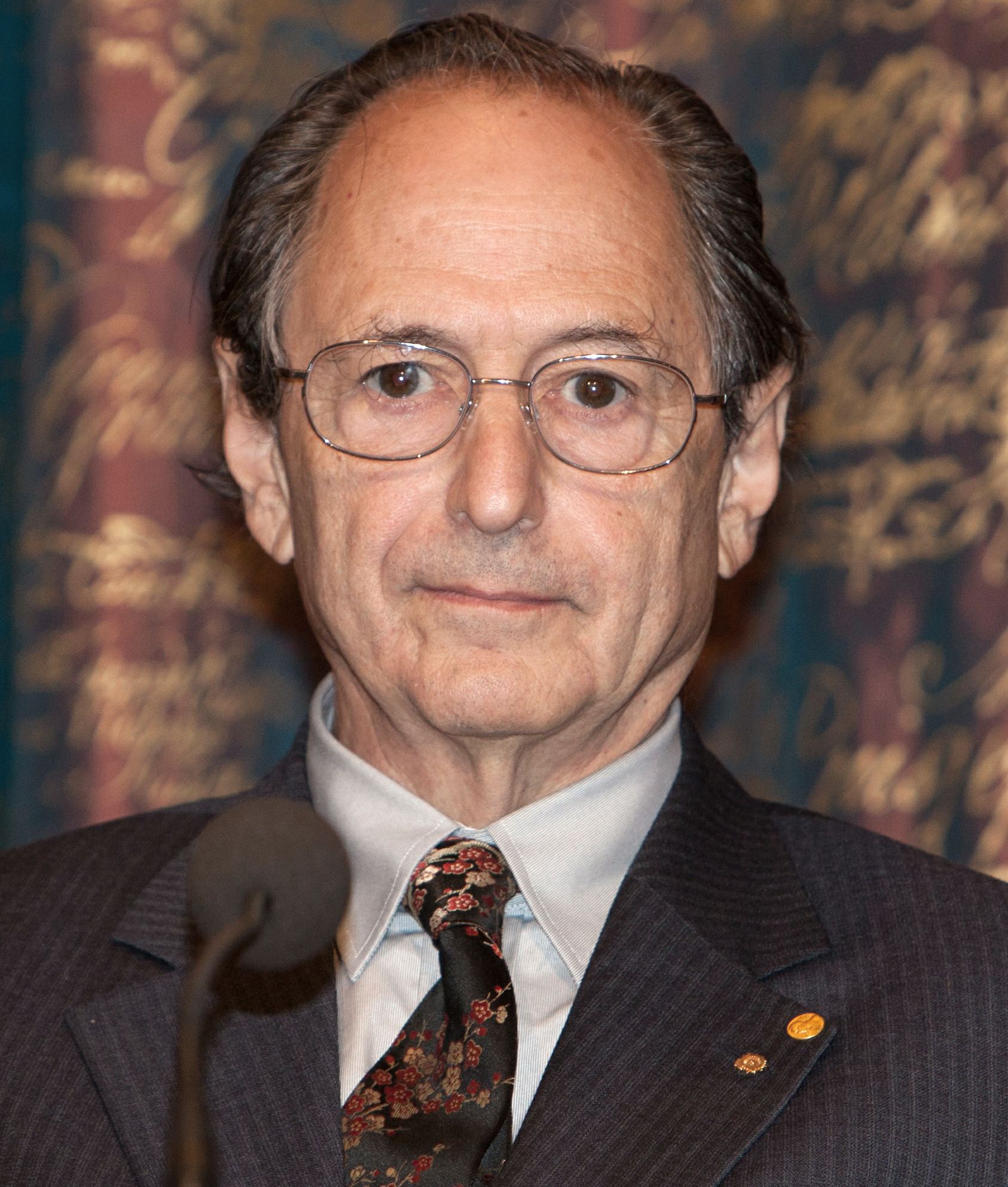
مایکل لویت: نوبل شیمی ۲۰۱۳
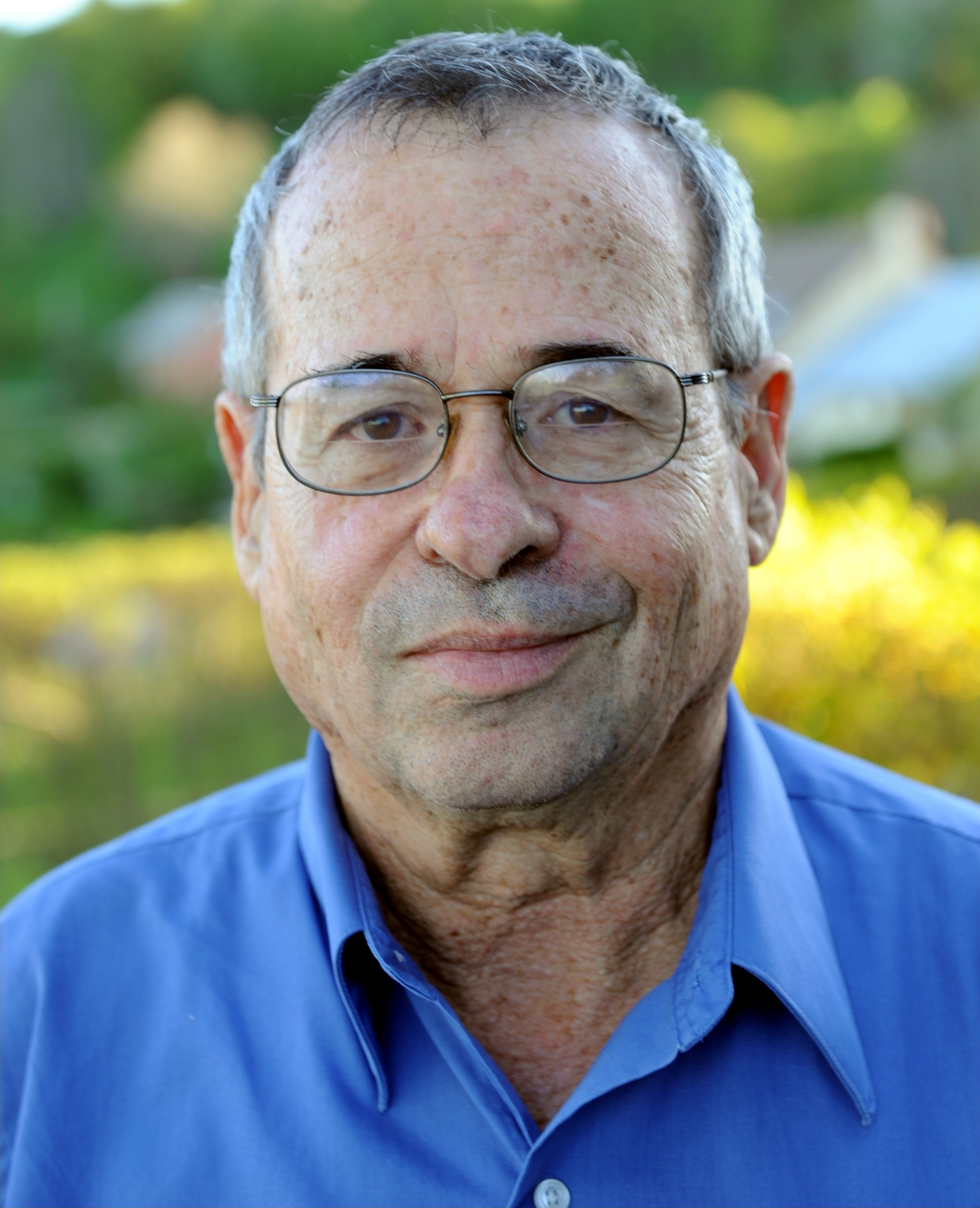
آریه وارشل: نوبل شیمی ۲۰۱۳
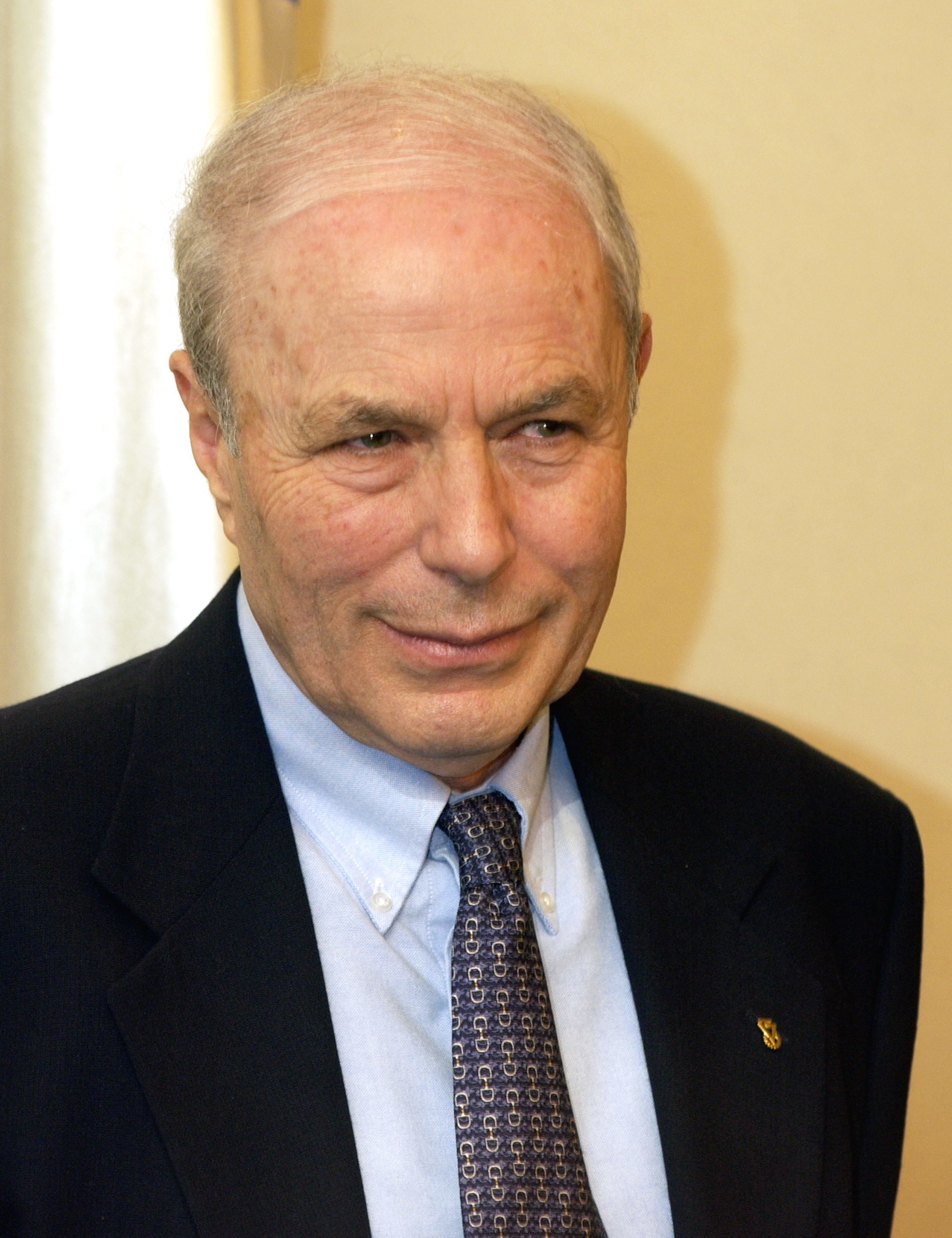
افرام هرشکو: نوبل شیمی ۲۰۰۴

## نگارخانه

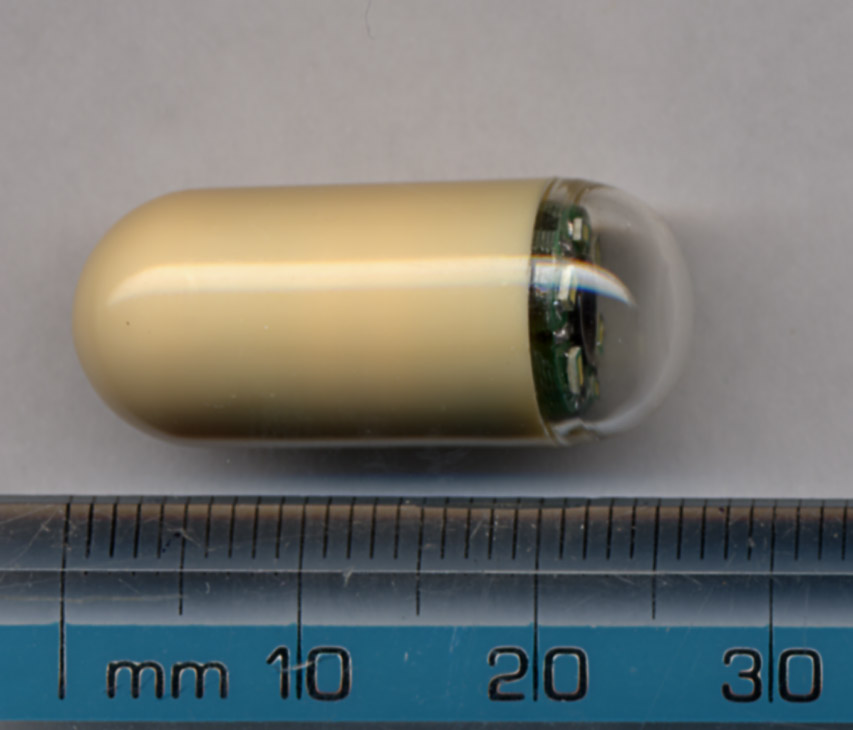
یک دوربین گوارشی
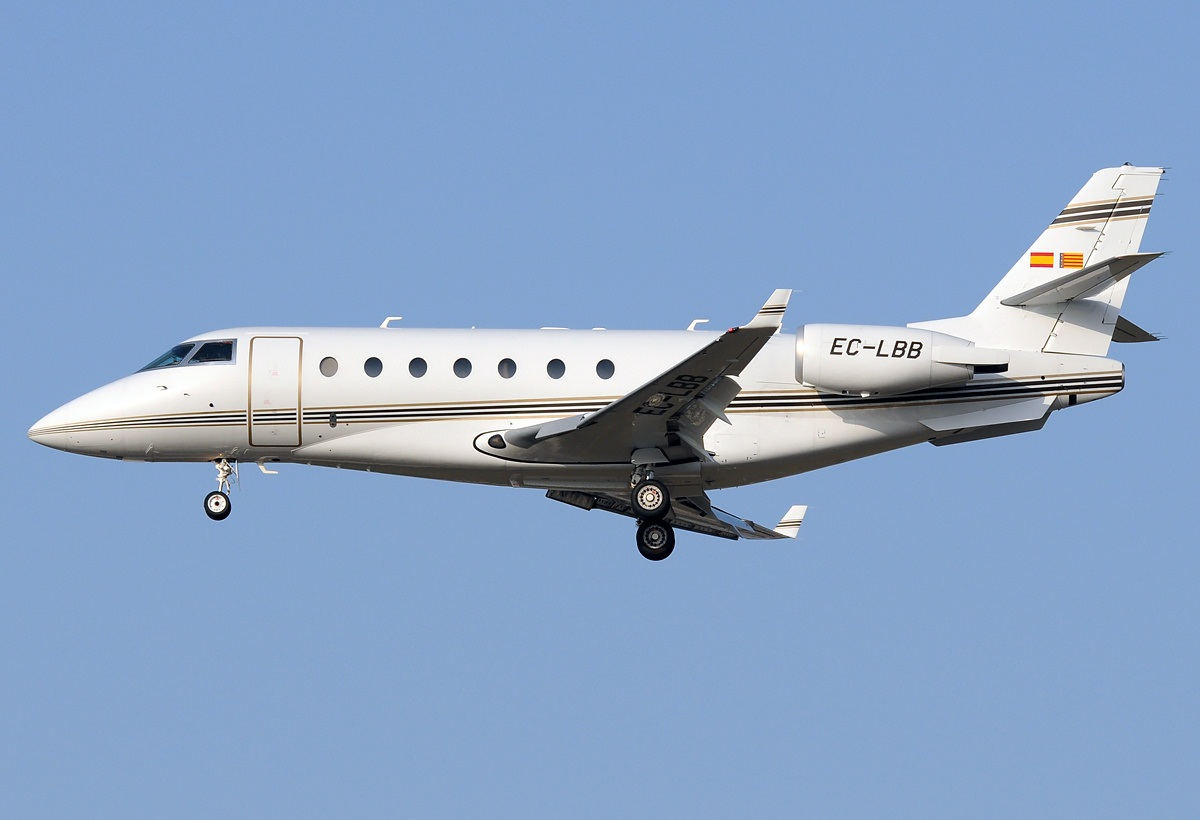
هواپیمای گلف استریم، طراحی و ساخت اسراییل
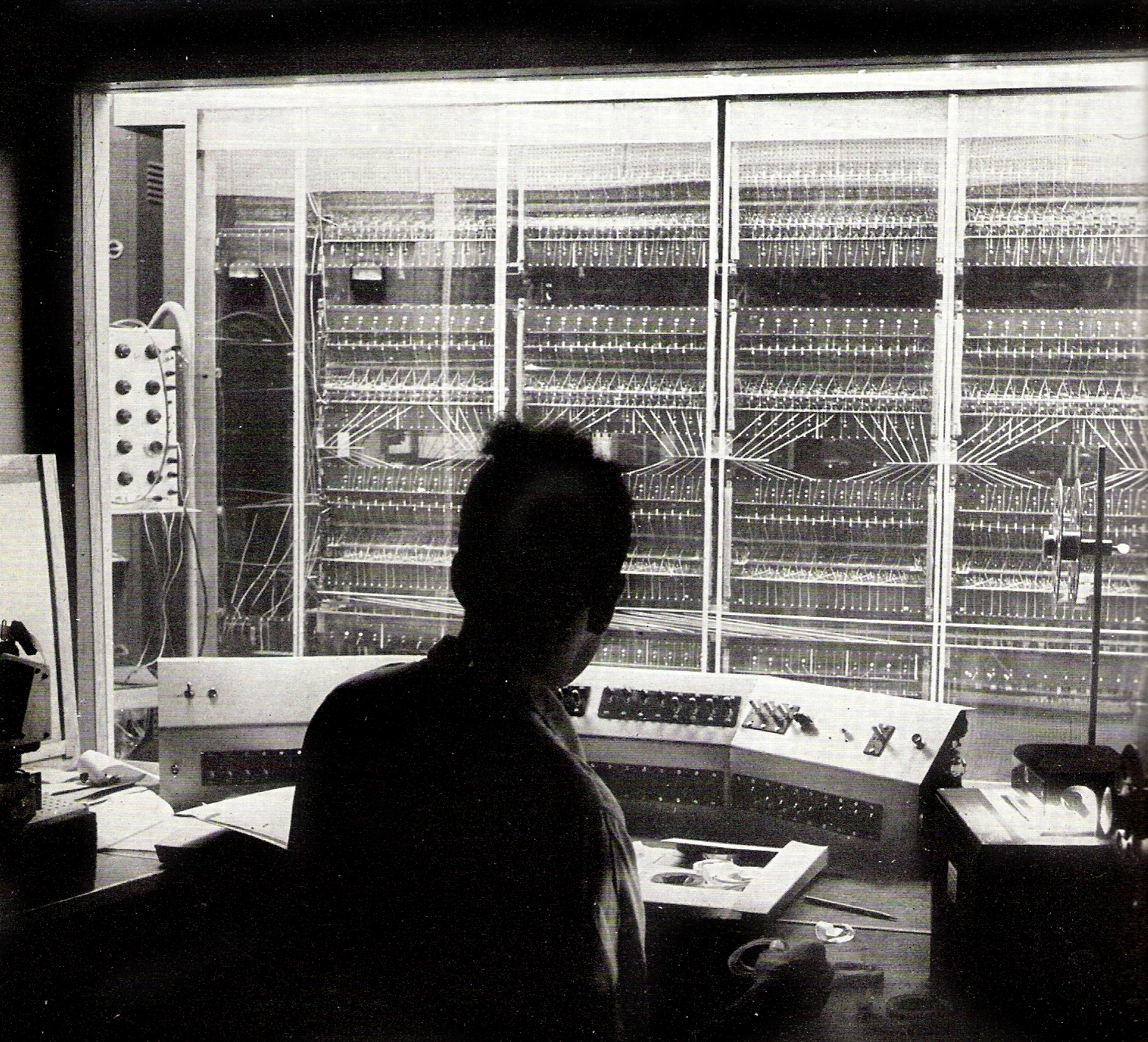
WEIZAC: نخستین رایانه ساخت خاورمیانه در سال ۱۹۵۴
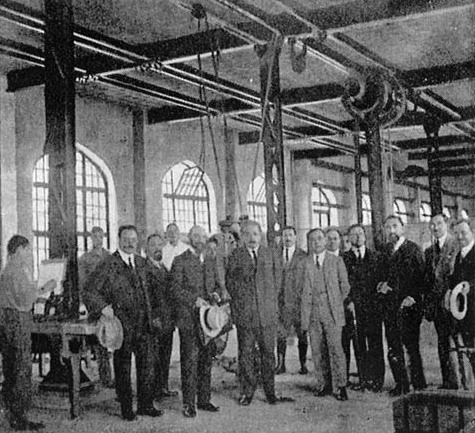
آلبرت انشتین در دانشگاه تخنیون در سال ۱۹۲۳